# 股東權益報酬率
（縮寫：ROE，又稱股權收益率、股本收益率），是衡量相對於股東權益的投資回報之指標，反映公司利用資產淨值產生純利的能力，是衡量企业获利能力的重要指标。計算方法是將稅後淨利扣除優先股股息和特殊收益後的淨收益除以股東權益。此比例計算出公司普通股股東的投資回報率，是上市公司盈利能力的重要指標。
企业资产包括了两部分，一部分是股东的投资，即所有者权益（它是股东投入的股本，企业公积金和留存收益等的总和），另一部分是企业借入和暂时占用的资金。企业适当的运用财务杠杆可以提高资金的使用效率，借入的资金过多会增大企业的财务风险，但一般可以提高盈利，借入的资金过少会降低资金的使用效率。净资产收益率是衡量股东资金使用效率的重要财务指标。
```
ROE = 淨收益 / 
股東權益
     
※ 淨收益 = 稅後淨利 - （優先股的股息 + 特殊收益）
```

公司通常把盈利再投資以賺取更大回報，ROE正反映了公司這方面的能力，計算辦法是把淨收益（稅後淨利扣除優先股股息和特殊溢利）除以股東權益。
然而，公司的股權收益高不代表盈利能力強。部分行業由於不需要太多資產投入，所以通常都有較高ROE，例如諮詢公司。有些行業需要投入大量基礎建築才能產生盈利，例如煉油廠。所以，不能單以ROE判定公司的盈利能力。一般而言，資本密集行業的進入門檻較高，競爭較少；相反地，高ROE但低資產的行業則較易進入，而面對較大競爭。因此ROE應該用在相同產業的不同公司之間的比較。

## 杜邦方程式
主條目參見：杜邦分析法
ROE可以拆解成以下方程式：
```
ROE =（淨收益/營業額）×（營業額/總資產）×（總資產/股東權益）
    =（邊際利潤率）×（資產周轉）×（槓桿比率）
```

又稱杜邦方程式（The DuPont Formula），可讓投資者更透徹了解ROE的變化。假若條件不變，其中一項增長都有助帶動ROE上升。例如，槓桿比率上升可以代表債務相對股東權益有所增加。由於利息是免稅的，而股息則不是，所以債務佔資本結構的比例增加，將帶動ROE上升。當然，若公司負債太高，債主要求較高風險溢價而使債務支出上升，則ROE不升反跌。所以，當公司的資產回報率（ROA）大於債務的利率，債務增加才對ROE有正面作用。
在分析不同行業的ROE時，應留意個別比率的角色。例如，零售業等邊際利潤率通常很低的行業，槓桿比率亦只為一般。可是，商店可以有非常高的營業額，資產周轉就成為分析此類行業的重要指標。

## 外部連結
- http://gold.globeinvestor.com/public/help/flat/help_financials_report_ratios.html （页面存档备份，存于）
- ROE試算:以中國鋼鐵公司為例
- 净资产收益率：判断上市公司盈利能力的核心指标 （页面存档备份，存于）